# Set (studio)
Een set is in een theater-, film- of televisiestudio het tafereel dat is opgebouwd om een scène te kunnen spelen. De set wordt ontworpen door een decorontwerper en opgebouwd door timmerlieden en andere vaklieden en geschilderd en aangekleed om het een zo realistisch mogelijke uitstraling te geven.
Voor een film kan een set ook buiten zijn opgesteld. Voor sommige films worden zelfs hele straten of een kleine stad nagebouwd, vooral in wildwestfilms. Voor de film Een brug te ver waren onder meer van hout de voorgevels van huizen nagebouwd rondom de brug van Deventer.